# ISPS HANDA ガツーンと飛ばせ!ツアートーナメント
ISPS HANDA ガツーンと飛ばせ!ツアートーナメントは2021年に開催された、国際スポーツ振興協会（ISPS）の主催、日本ゴルフツアー機構（JGTO）公認の男子プロゴルフトーナメント。

## 概要
国際スポーツ振興協会（ISPS）主催のゴルフツアーは2015年から2018年まで4年間開催されたISPSハンダグローバルカップ→ISPSハンダマッチプレー選手権があったが、2018年の大会表彰式の席でJGTOが非礼な態度（不適切な対応）を取ったとしてISPS側が反発し、2019年に新規開催を予定していたストロークプレーによるISPSハンダ東京オープン及びAbemaTVツアー（男子下部ツアー）のISPS HANDAチャレンジカップと共に2018年限りで撤退。2年間のブランクがあったが、2020年12月25日に発表されたJGTOツアー日程において2021年より新たに本大会を新設することになった。
2021年6月7日、JGTOは第1回大会の開幕を10月28日に変更し、開催コースを茨城県美浦村の美浦ゴルフ倶楽部に決定した。
2022年からは、新たに欧州ツアーとの共催となる『ISPS HANDA 欧州・日本どっちが勝つかトーナメント!』に引き継がれることとなった。

## 歴代優勝者
| 開催回 | 開催年 | 優勝者名 | スコア | 開催コース       |
| ------ | ------ | -------- | ------ | ---------------- |
| 第1回  | 2021年 | 池村寛世 | -18    | 美浦ゴルフ倶楽部 |